# Nuchatlaht
Nuchatlaht (Nuchatlitz), pleme američkih Indijanaca iz grupe Aht, porodiva Wakashan, naseljeno na Nuchatlitz i Esperanza Inletu na otoku Vancouver u kanadskoj provinciji Britanska Kolumbija. Glavno selo bilo im je Nuchatl. Populacija im je iznosila 74 (1902.); 62 (1904.); 52 (1906.). Danas kao Nuchatlaht First Nation žive na 11 manjih rezervi (rezervata): Ahpukto 3, Chiseuquis 9, Nuchatl 1, Nuchatl 2, Occosh 8, Oclucje 7, Opemit 4, Owossitsa 6, Savey 15, Shoomart 5 i Sophe 14.

## Vanjske poveznice
- The Nuchatlaht  Arhivirana inačica izvorne stranice od 16. ožujka 2005. (Wayback Machine)